# Maira elegans
Maira elegans là một loài ruồi trong họ Asilidae. Maira elegans được Walker miêu tả năm 1855. Loài này phân bố ở miền Ấn Độ - Mã Lai.